# Le Loup Garou (gruppo musicale)
Le Loup Garou è un gruppo musicale con base a Napoli, sorto verso la fine del 1986.

## Origini
La storia del gruppo è stata descritta nel modo più esaustivo da Irwin Raulsson nel blog Alba fragalia araba e tuttavia può essere riassunta sinteticamente nei seguenti passaggi: il gruppo sorge dall'incontro tra Francesco Prota, un napoletano nato a Praga nel 1964, di padre italiano e di madre russa, e Guido Caputi. I due si incontrano in un locale di Napoli e subito si trovano d'accordo nel proposito di fare musica insieme, cercando di sfuggire agli schematismi della musica pop tradizionale. Qualche mese dopo, i due incontrano Luigi Borriello sul lungomare di Castellabate e lo coinvolgono nel gruppo. È questa la prima storica formazione.
L'album d'esordio si intitola Ortodoxia: viene stampato in mille copie, che vengono distribuite durante i concerti. Oltre all'attività concertistica, il gruppo ha modo di collaborare con la regista napoletana Ludovica Rambelli a diversi spettacoli teatrali. Nel 1990 partecipa al festival Naples Is Calling, aggiudicandosi il premio come migliore band emergente. La mattina dopo Guido Caputi decide di lasciare per fondare un altro gruppo, i Lunatic Asylum.
Tra il 1993 e il 1994, Frank Prota e Marco Di Palo creano e producono The Grave and the Trees, che introduce la band al pubblico nazionale. A febbraio del 1994 Di Palo abbandona l'organico e, dopo numerose audizioni, Prota incontra Klaus Rando, Antonio Stefanelli e Carin Jurdant, una ragazza belga giunta a Napoli dopo varie esperienze in Europa.
Carin Jurdant nasce ad Ath il 14 marzo nel 1964. Studia canto e recitazione e all'età di 19 anni entra in una compagnia di acrobati. In seguito ad un incidente alla caviglia destra, nel 1987 decide di girovagare per l'Europa, finché non giunge a Napoli. Antonio "Tottolo" Stefanelli nasce nel 1960 in una famiglia proletaria del quartiere di Soccavo. Si avvia alla musica quando entra in seminario.
Il gruppo, così composto, partecipa all'Arezzo Wave e si aggiudica il primo posto. Il primo tour italiano consta di trenta concerti in due mesi e apre una lunga stagione di esibizioni: tra l'Italia e il resto d'Europa, Le Loup Garou colleziona quasi 5000 date.
L'album 13 Pequeños Bau Bau viene pubblicato nel 1997 (per l'etichetta napoletana Polosud Records). Si tratta di un album abbastanza particolare nel panorama delle produzioni musicali indipendenti: alto il numero di copie vendute, soprattutto se rapportato al budget speso tanto per la produzione del disco che per la sua promozione.
Nel 1998, il gruppo firma un contratto con la ViceVersa Records: esce il mini Pepi Tashiro Und Die Letze Tanz, accompagnato da un libro fornito di foto, testi e spartiti. Nel 1999 esce WIPITI Dance Dance, distribuito da EMI.
Dopo due anni di battaglie legali, il gruppo si libera dal contratto con la ViceVersa Records.
Nel settembre del 2000, Maurizio Becker, giornalista e amico di Prota, organizza al gruppo un incontro con il produttore e talent scout della RCA Italo Greco. Prota e la Jurdant, con il nome di Barillaz e con la collaborazione di Greco, arrivano alla finale del Festival di Recanati del 2002.
Nel 2002 Prota fonda la factory Neapolitan Surfers che si propone di produrre artisti che sono in linea con la sua visione del mondo. Esce così in vinile Lorenzo Scotto di Luzio canta Luigi Tenco. Nasce lo spettacolo Sex in Legoland di Miss Marmo che diventa un CD nel 2003.
Del 2004 è Capri Apocalypse, sorta di concept album che racconrta le esperienze vissute dai componenti della band ad una festa a tema, l'Hollywood Monster Party, svoltosi nel castello medievale di Capri.
Nel 2005, per festeggiare i venti anni di attività, il gruppo organizza in un locale di Napoli il Sex Monster Party. Durante la festa vengono registrati il loro primo CD live e un DVD. Viene inoltre inaugurato ufficialmente il collettivo Neapolitan Surfers, con base a Napoli, che cerca di raccogliere intorno a sé diverse forme ed esperienze di arte concettuale, musica, recitazione, poesia e pittura.
Nel 2006 Frank Prota e Luis Borriello, co fondatori del progetto, creano una nuova formazione chiamata Luis B. & Chance Giardinieri. Un lavoro che dopo sette anni, produrrà il vinile "Only the Lonely" edito dalla Neapolitan Surfers.,,
Nel 2009 il gruppo pubblica il live Makarri Twist.
Nel 2012 Frank Prota vola in California con Carine Jurdant per registrare Ancient Poet's Rock'n'roll, progetto interamente analogico. Coadiuvati e prodotti da Tyrone Merriner, il duo torna a Roma con tredici nuovi brani.
Nel dicembre 2013 esce Ancient Poet's Rock'n'Roll, con il ritorno in organico di Marco Di Palo al basso elettrico e al violoncello. Al gruppo si aggiunge Augusto Gibbone Celeste alle percussioni e Tottolo Stefanelli passa all'etereo ruolo di Maestro di cerimonie. Le Loup Garou si avvale dello strumento della produzione dal basso per realizzare questo vinile in collaborazione con la Marotta&Cafiero edizioni. Inoltre organizza un link tra i propri concerti e i "Contadini Protettori", associazione che presenta i frutti della terra in occasione dei concerti.
Gennaio 2020 esce il primo lungometraggio realizzato dal gruppo. Si tratta di "The Snaked Man & the 21 Tales of the Tail", un'opera in pieno stile apocalittico, che disvela la doppia natura dell'essere umano. Realizzato con la partecipazione di Jordan Maxwell, Max Spiers, Stwart Swerdloaf, Guido Caputi, Renata Cagno, Tyrone Merriner e Carine Jurdant.

## Discografia
- 1992 - Ortodoxia (Get Magic Production)
- 1994 - The Grave and the Trees (Get Magic Production)
- 1995 - Las Girafas Y los Lobos (Prikoskovenie Production)
- 1996 - Le petit Ballon (Prikoskovenie Production)
- 1997 - 13 Pequeños Bau Bau (Polosud Records)
- 1997 - Book (Vice Versa Records)
- 1997 - Pepi, Tashiro und Letze Tanz (Vice Versa Records)
- 1999 - Wipiti dance-dance (EMI/Vice Versa Records)
- 2000 - SuperMary (EMI/Vice Versa Records)
- 2004 - Capri Apokalypse (Neapolitan Surfers/Polosud Records)
- 2009 - Makarri Twist (Neapolitan Surfers/Polosud Records)
- 2013 - Ancient Poet's Rock'N'Roll (Neapolitan Surfers/Marotta&Cafiero)
- 2020 - The Snaked Man & the 21 Tales of the Tail (Neapolitan Surfers)